# Station Wisła Głębce
Station Wisła Głębce is een spoorwegstation in de Poolse plaats Wisła.